# Josef Grün
Josef Grün (...) è un ex bobbista tedesco.

## Biografia
Ai campionati mondiali vinse una medaglia di bronzo a Cortina d'Ampezzo 1954 nel bob a quattro con Theo Kitt, Lorenz Nieberl e Klaus Koppenberger.
In tale occasione, i loro compagni Hans Rösch, Michel Pössinger, Dix Terne e Sylvester Wackerle ebbero la medaglia d'argento, mentre l'oro andò agli svizzeri.